# Фонтанигорда
Фонтанигорда (итал. Fontanigorda) је насеље у Италији у округу Ђенова, региону Лигурија.
Према процени из 2011. у насељу је живело 182 становника. Насеље се налази на надморској висини од 809 м.

## Становништво
Према резултатима пописа становништва 2011. у општини је живело 274 становника.
| 1936. | 1951. | 1961. | 1971. | 1981. | 1991. | 2001. | 2011. |
| ----- | ----- | ----- | ----- | ----- | ----- | ----- | ----- |
| 1.206 | 1.042 | 851   | 624   | 475   | 405   | 337   | 274   |

## Партнерски градови
- Saint-Maime